# Медовий осот
Медовий осот (Leuzea) — рід квіткових рослин з родини айстрових. Ареал включає Північну Африку, Євразію й Австралію; інтродуковано росте на півдні Африки, на півночі Європи, у США, на півдні Канади, на півночі Мексики. В Україні росте єдиний вид — медовий осот солонцевий (Leuzea altaica Link).

## Таксономічна примітка
Таксономічно таксони, що належать до Acroptilon, Leuzea, Stemmacantha та «Rhaponticum Vaill.», тепер вважаються спорідненими. «Rhaponticum Vaill.» не вважається офіційно опублікованою родовою назвою, і таксони тепер визнаються під родовою назвою Leuzea, яка має пріоритет. Також було розглянуто таксономічне положення Acroptilon repens єдиного представника роду в Іраку, і надано нову комбінацію Leuzea repens.

## Види
Згідно з Plants of the World Online рід налічує 25 видів:
1. Leuzea acaulis (L.) Holub
2. Leuzea altaica Link
3. Leuzea annae-bentiae (Rech.f.) Holub
4. Leuzea aulieatensis (Iljin) Holub
5. Leuzea australis Gaudich.
6. Leuzea berardioides Batt.
7. Leuzea carthamoides (Willd.) DC.
8. Leuzea caulescens (Coss. & Balansa) Holub
9. Leuzea centauroides (L.) Holub
10. Leuzea conifera (L.) DC.
11. Leuzea cynaroides (C.Sm.) Font Quer ex G.López
12. Leuzea exaltata Cutanda ex Willk.
13. Leuzea insignis (Boiss.) Holub
14. Leuzea integrifolia (C.Winkl.) Holub
15. Leuzea karatavica (Regel & Schmalh.) Holub
16. Leuzea longifolia Hoffmanns. & Link
17. Leuzea lyrata (C.Winkl. ex Iljin) Holub
18. Leuzea namanganica (Iljin) Holub
19. Leuzea nana (Lipsky) Holub
20. Leuzea nitida (Fisch. ex DC.) Holub
21. Leuzea pulchra (Fisch. & C.A.Mey.) Holub
22. Leuzea pusilla Spreng.
23. Leuzea repens (L.) D.J.N.Hind
24. Leuzea rhapontica (L.) Holub
25. Leuzea uniflora (L.) Holub